# アルセーニエフ
座標: 北緯44度10分 東経133度17分 / 北緯44.167度 東経133.283度

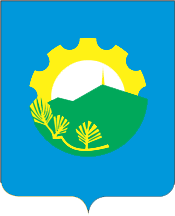
アルセーニエフの市章

アルセーニエフ（ロシア語: Арсе́ньев, ラテン文字転写: Arsenyev）は、ロシア極東部・沿海地方の内陸部にある都市。人口は4万7937人（2021年）。
ウラジオストクからは北東へ250km離れており、シホテアリニ山脈のふもとの豊かな自然の中にある。最寄りの街・スパッスク＝ダリニーからは北東へ約60km。清朝時代の名称は黄土坎子であった。

## 歴史
アルセーニエフの街の歴史は1895年に、古儀式派の信徒が入植しセミョーノフカの集落を建てた時に始まる。1901年にはウクライナのポルタヴァ州からの農民が入植した。1937年には鉄道支線がセミョーノフカまで伸び、シベリア鉄道とつながり、セミョーノフカは周囲の村落を合併して労働者集落に昇格した。1940年には極東地区最初の飛行機工場（現在のN・I・サズィーキン記念アルセーニエフ航空機会社「プログレス」）がセミョーノフカに建てられた。
1952年、労働者集落セミョーノフカは市の地位を与えられアルセーニエフと改名した。これは1912年にセミョーノフカを訪れた極東地方への探検家・科学者・旅行家・作家のウラジーミル・アルセーニエフを記念してのものだった。1972年にはこの町を流れるウスリー川の支流ダウビチェ川もアルセーニエフ川と改名された。

## 地理
アルセーニエフはシホテアリニ山脈の支脈ふたつに挟まれており、ウスリー川の支流アルセーニエフカ川（長さ294km）の右岸に位置する。この周囲では谷の広さは2，3kmに達する。川の水は町の飲用水や工業用水への利用や、近隣での米作のための農業用水などに利用されている。その支流のダチナヤ川にはダムが作られ、そのダム湖はアルセーニエフ市街の公園となっている。
周囲はウスリータイガと呼ばれる針葉樹林が残っており、野鳥やヤマネコ、シベリアトラなど豊富な動物相や植物相を誇る。工場や鉱山による汚染の激しい沿海地方の他の工業都市と比べて、アルセーニエフは恵まれた環境が残っている。

### 気候
沿海地方の日本海沿いと比べると、夏は暑く冬は厳寒の典型的な大陸性気候であり、1月の平均気温はマイナス17.5度（最低気温極値はマイナス46度）となる一方、7月の平均気温は21.9度（最高気温極値は39度）になる。年平均降水量は701mm。土は地下2mまで凍結する。雪の積もる冬には周囲の山にゲレンデが作られスキー客も来る。
| 月                                    | 1月           | 2月          | 3月         | 4月          | 5月          | 6月          | 7月           | 8月           | 9月          | 10月         | 11月        | 12月         | 年             |
| ------------------------------------- | ------------- | ------------ | ----------- | ------------ | ------------ | ------------ | ------------- | ------------- | ------------ | ------------ | ----------- | ------------ | -------------- |
| 平均最高気温 °C （°F）                | −10.2 (13.6)  | −5.5 (22.1)  | 2.2 (36)    | 13.3 (55.9)  | 20.2 (68.4)  | 24.1 (75.4)  | 26.8 (80.2)   | 25.9 (78.6)   | 21.0 (69.8)  | 13.5 (56.3)  | 2.2 (36)    | −8.0 (17.6)  | 10.46 (50.83)  |
| 日平均気温 °C （°F）                  | −17.5 (0.5)   | −12.9 (8.8)  | −3.8 (25.2) | 6.7 (44.1)   | 13.3 (55.9)  | 18.4 (65.1)  | 21.9 (71.4)   | 21.3 (70.3)   | 14.9 (58.8)  | 6.7 (44.1)   | −3.9 (25)   | −14.6 (5.7)  | 4.21 (39.58)   |
| 平均最低気温 °C （°F）                | −24.8 (−12.6) | −20.8 (−5.4) | −9.8 (14.4) | 0.1 (32.2)   | 6.4 (43.5)   | 12.7 (54.9)  | 17.0 (62.6)   | 16.7 (62.1)   | 8.8 (47.8)   | −0.1 (31.8)  | −10.0 (14)  | −21.2 (−6.2) | −2.08 (28.26)  |
| 降水量 mm （inch）                    | 11.2 (0.441)  | 9.1 (0.358)  | 19.3 (0.76) | 30.4 (1.197) | 58.5 (2.303) | 70.7 (2.783) | 102.8 (4.047) | 138.6 (5.457) | 90.3 (3.555) | 57.1 (2.248) | 29.2 (1.15) | 13.3 (0.524) | 630.5 (24.823) |
| 出典：Meteorological Station Anuchino |               |              |             |              |              |              |               |               |              |              |             |              |                |

## 経済
1999年の段階では国営企業に労働人口の3分の2が雇われており、国営企業はアスコルド造船工場や航空機工場「プログレス」の二大企業をはじめとする軍需産業が中心であったが、軍需の縮小と原料の高騰などに悩まされていた。こうした企業はハイテクを利用するため、専門的技能や知識を持った労働者が沿海地方の他の都市に比べて多い。プログレスはMi-34、Ka-50、Ka-52などのヘリコプターを製造している。
アルセーニエフの産業としては観光業にも可能性があり、冬のスキー客やシホテアリニ山脈の自然を訪れる観光客を誘致しようとしている。周囲には原生林の自然や、先住民の文化や遺跡などのみどころも多い。

## 軍事
第1295中央戦車修理保管基地が存在する。基地の概要や保管する兵器等は不明であったが、ウクライナ侵攻が続く2023年、40年以上前に国内から退役したT-54戦車などが搬出されている様子が確認されている。

## 人口推移
人口は1989年ソ連国勢調査で70,032人、2002年国勢調査では62,896人、と減少傾向にある。